# Scraptia biroi
Scraptia biroi es una especie de coleóptero de la familia Scraptiidae.

## Distribución geográfica
Habita en Nueva Guinea.